# Dichtheidsgradiënt
Met de dichtheidsgradiënt wordt in de natuurkunde de variatie van de dichtheid van een stof binnen een bepaald gebied bedoeld.  

## Toepassingen
AerodynamicaBij Schlierenfotografie wordt bij de studie van supersonisch vliegen de dichtheidsgradiënt van de lucht rondom het vliegtuig opgemeten.
WaterEen hoge dichtheidsgradiënt van water kan helpen bij het vasthouden van energie en aldus convectie voorkomen. Van deze eigenschap wordt onder andere gebruikgemaakt in zonnevijvers. Bij zout water kunnen hoge dichtheidsgradiënten tot een opeenhoping (stratificatie) van verschillende concentraties saliniteit leiden. Dit wordt een halocline genoemd.

## Biologie
Om cellen, virussen en subcellaire deeltjes te isoleren worden in de biologie allerlei technieken gebruikt waarbij afzonderlijke dichtheidsgradiënten een rol spelen. Varianten hierop zijn differentiële centrifugatie, isopycnische centrifugatie en sucrosegradientcentrifugatie. Ook bestaat er een speciale vorm van bloeddonatie met de naam Pheresis waarbij dichtheidsgradiënten worden gescheiden.

## Geofysica
De dichtheidsgradiënten van verschillende elementen die een onderlinge wisselwerking speelt ook een rol bij het bestuderen van de aardkern.  